# 32. Tony-gála
A 32. Tony-gála az 1977/1978-as szezon legjobb Broadway színházi alakításait értékelte. A díjátadót 1978. június 4-én tartották a New York-i Shubert Theatreben, a műsor ezúttal házigazda nélkül zajlott. A gálát az CBS televízióadó közvetítette élőben.

## Győztesek és jelöltek
A nyertesek félkövérrel jelölve.
| Legjobb színdarab | Legjobb musical |
| --- | --- |
| - Da – Hugh Leonard - Második fejezet – Neil Simon - Deathtrap – Ira Levin - Kopogós römi – D. L. Coburn | - Ne rosszalkodj! - Dancin' - On the Twentieth Century - Runaways |
| Legjobb színdarab újra a színpadon | Legjobb szövegkönyv musicalben |
| - Drakula - Tartuffe - Timbuktu! - Egy igazi úr | - Betty Comden, Adolph Green – On the Twentieth Century - Christopher Durang – A History of the American Film - Elizabeth Swados – Runaways - Stephen Schwartz – Working                                  |
| Legjobb férfi főszereplő színdarabban | Legjobb női főszereplő színdarabban |
| - Barnard Hughes – Da (Da) - Hume Cronyn – Kopogós römi (Weller Martin) - Frank Langella – Drakula (Drakula) - Jason Robards – Egy igazi úr (Cornelius Melody) | - Jessica Tandy – Kopogós römi (Fonsia Dorsey) - Anne Bancroft – Golda (Golda Meir) - Anita Gillette – Második fejezet (Jennie Maclaine) - Estelle Parsons – Margarida asszony (Miss Margarida)           |
| Legjobb férfi főszereplő musicalben | Legjobb női főszereplő musicalben |
| - John Cullum – On the Twentieth Century (Oscar Jaffee) - Eddie Bracken – Hello, Dolly! (Horace Vandergelder) - Barry Nelson – The Act (Dan Conners) - Gilbert Price – Timbuktu! (Mali mansája) | - Liza Minnelli – The Act (Michelle Craig) - Madeline Kahn – On the Twentieth Century (Lily Garland/Mildred Plotka) - Eartha Kitt – Timbuktu! (Shaleem La Lume) - Frances Sternhagen – Angel (Eliza Gant) |
| Legjobb férfi mellékszereplő színdarabban | Legjobb női mellékszereplő színdarabban |
| - Lester Rawlins – Da (Drumm) - Morgan Freeman – The Mighty Gents (Zeke) - Victor Garber – Deathtrap (Clifford Anderson) - Cliff Gorman – Második fejezet (Leo Schneider) | - Ann Wedgeworth – Második fejezet (Faye Medwick) - Starletta DuPois – The Mighty Gents (Rita) - Swoosie Kurtz – Tartuffe (Mariane) - Marian Seldes – Deathtrap (Myra Bruhl)                              |
| Legjobb férfi mellékszereplő musicalben | Legjobb női mellékszereplő musicalben |
| - Kevin Kline – On the Twentieth Century (Bruce Granit) - Steven Boockvor – Working (John Fortune/Marco Camerone) - Wayne Cilento – Dancin' (Előadó) - Rex Everhart – Working (Herb Rosen/Booker Page) | - Nell Carter – Ne rosszalkodj! (Nell) - Imogene Coca – On the Twentieth Century (Letitia Primrose) - Ann Reinking – Dancin' (További szereplők) - Charlayne Woodard – Ne rosszalkodj! (Charlaine)        |
| Legjobb színdarabrendező | Legjobb musicalrendező |
| - Melvin Bernhardt – Da - Robert Moore – Deathtrap - Mike Nichols – Kopogós römi - Dennis Rosa – Drakula | - Richard Maltby, Jr. – Ne rosszalkodj! - Bob Fosse – Dancin' - Harold Prince – On the Twentieth Century - Elizabeth Swados – Runaways                                                                    |
| Legjobb eredeti zene | Legjobb koreográfia |
| - On the Twentieth Century – Cy Coleman (zene), Betty Comden, Adolph Green (dalszöveg) - The Act – John Kander (zene), Fred Ebb (dalszöveg) - Runaways – Elizabeth Swados (zene és dalszöveg) - Working – Craig Carnelia, Micki Grant, Mary Rodgers, Susan Birkenhead, Stephen Schwartz, James Taylor (zene és dalszöveg) | - Bob Fosse – Dancin' - Arthur Faria – Ne rosszalkodj! - Ron Lewis – The Act - Elizabeth Swados – Runaways                                                                                                |
| Legjobb díszlettervezés | Legjobb jelmeztervezés |
| - Robin Wagner – On the Twentieth Century - Zack Brown – Bunbury - Edward Gorey – Drakula - David Mitchell – Working | - Edward Gorey – Drakula - Halston – The Act - Geoffrey Holder – Timbuktu! - Willa Kim – Dancin' |
| Legjobb látványtervezés | |
| - Jules Fisher – Dancin' - Jules Fisher – Beatlemania - Tharon Musser – The Act - Ken Billington – Working | |

### Különdíjak
- Lawrence Langner-életműdíj: Irving Berlin
- A legjobb körzeti színház: The Long Wharf Theatre, New Haven, Connecticut
- Theatre Award '78: Charles Moss, Stan Dragoti (I Love New York Broadway Show Tours), William S. Doyle (New York State Department of Commerce)

## Előadott számok
- The Act ("City Lights" – Liza Minnelli)
- Ne rosszalkodj! ("Ladies Who Sing with the Band"/"Off Time")
- Dancin' ("Sing, Sing, Sing")
- On the Twentieth Century ("On The Twentieth Century")
- Runaways

## Műsorvezetők
A gálán az alábbi műsorvezetők működtek közre:
- Ed Asner
- Mikhail Baryshnikov
- Carol Channing
- Bonnie Franklin
- Robert Guillaume
- Julie Harris
- Helen Hayes
- Bob Hope
- Gene Kelly
- Linda Lavin
- Jack Lemmon
- Hal Linden
- Roy Scheider
- Dick Van Patten

## Fordítás
- Ez a szócikk részben vagy egészben  a(z)   32nd Tony Awards című angol Wikipédia-szócikk fordításán alapul.  Az eredeti cikk szerkesztőit annak laptörténete sorolja fel. Ez a jelzés csupán a megfogalmazás eredetét és a szerzői jogokat jelzi, nem szolgál a cikkben szereplő információk forrásmegjelöléseként.